# Black August
Black August to czwarty studyjny album amerykańskiego rapera Killah Priesta wydany 3 lipca 2003 roku nakładem wytwórni Recon Records.

## Lista utworów
Opracowano na podstawie źródła.
1. "Black August (Daylight)"
2. "Excalibur"
3. "When I'm Writing"
4. "Do the Damn Thing"
5. "Time"
6. "Robbery" (gośc. Savoy)
7. "Come with Me"
8. "Breathe"
9. "Musification"
10. "Deja Vu"
11. "Goodbye" (gośc. Solstice)
12. "Black August (Dark)"
13. "Robbery (Remix)" (gośc. Elephant Man)
14. "Do You Want It" (gośc. Crystal Graves)